# Sarandí
Sarandí  est une ville de la province de Buenos Aires en Argentine. Elle fait partie du Grand Buenos Aires.

## Histoire
La ville abrite le club de football du Arsenal de Sarandi, évoluant en première division.